# Photonectes caerulescens
Photonectes caerulescens és una espècie de peix de la família dels estòmids i de l'ordre dels estomiformes.

## Morfologia
- Els mascles poden assolir 15 cm de longitud total.[4][5]

## Hàbitat
És un peix marí i d'aigües profundes que viu entre 100-2.000 m de fondària.

## Distribució geogràfica
Es troba a l'Atlàntic oriental (6°N 25°W), el Carib, l'Índic i el Pacífic.